# دوري السوبر الألباني 1976–77
دوري السوبر الألباني 1976–77 (بالألبانية: Kategoria e Parë 1976-77‏) هو الموسم 38 من دوري السوبر الألباني. أقيم خلال الفترة 4 سبتمبر 1976 وحتى 12 يونيو 1977، وأشرف على تنظيمه اتحاد ألبانيا لكرة القدم، وكان عدد الأندية المشاركة فيه 12، وفاز فيه دينامو تيرانا.